# Krasnosilți, Zolociv
Krasnosilți (în ucraineană Красносільці) este un sat în comuna Poleanî din raionul Zolociv, regiunea Liov, Ucraina.

## Demografie
Componența lingvistică a localității Krasnosilți
     Ucraineană (99,67%)
     Alte limbi (0,33%)
Conform recensământului din 2001, majoritatea populației localității Krasnosilți era vorbitoare de ucraineană (99,67%), existând în minoritate și vorbitori de alte limbi.